# 出口廣光
出口 廣光（でぐち ひろみつ、1925年11月17日 - 2000年10月30日）は、日本の政治家。参議院議員（1期、自由民主党）。

## 来歴・人物
秋田県秋田市出身。1949年東北大学法文学部経済学科卒。自治庁に入り、三重県児童課長、青森県広報文書、労政各課長を経て、経済企画庁に出向。福岡県医務、地方各課長、自治大学校教務部長、労働省大臣官房付、大分県企画部長、自治省大臣官房調査官を歴任。1971年に秋田県庁に出向し、総務部長、出納長、副知事を歴任する。1983年の第13回参議院議員通常選挙で秋田県選挙区から自由民主党公認で立候補し当選。1989年の第15回参議院議員通常選挙で落選した。落選後は秋田県信用保証協会会長や県交通安全協会会長などを務めた。1999年秋の叙勲で勲二等瑞宝章受章。2000年10月30日、肺炎のため秋田市の秋田大学医学部附属病院で死去、74歳。死没日をもって従四位に叙される。